# Jonathan Stroud

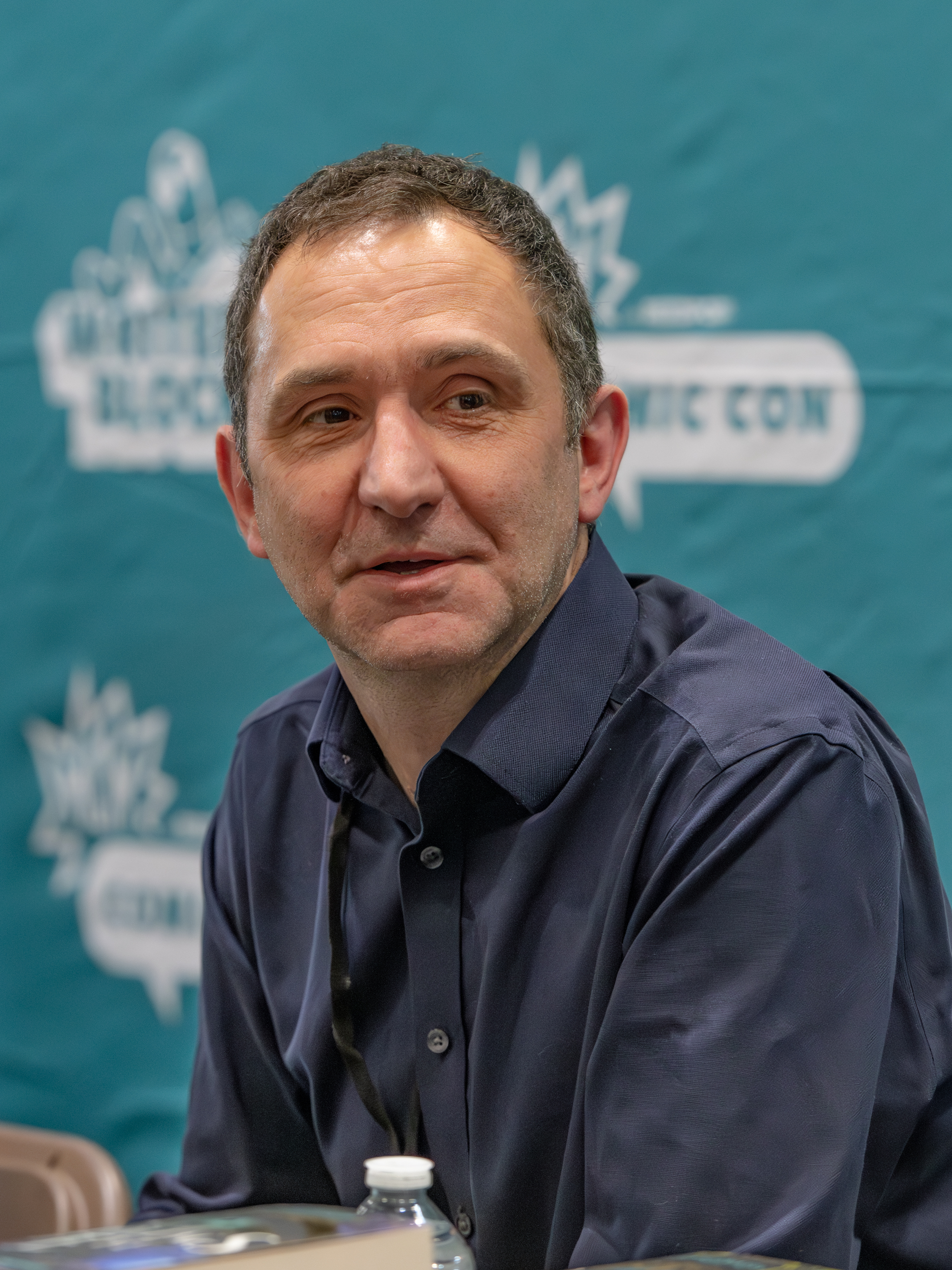
Jonathan Stroud (2025)

Jonathan Stroud (* 27. Oktober 1970 in Bedford, England) ist ein britischer Schriftsteller und Autor phantastischer Literatur. Er schreibt vornehmlich Kinder- und Jugendbücher.

## Biographie
Bereits in jungen Jahren begann Jonathan Stroud Geschichten zu schreiben und auch selbst zu illustrieren. Nach einem Studium der Englischen Literatur an der Universität von York verfolgte er zunächst eine Karriere im Verlagswesen, wo er in London als Lektor und Herausgeber von Sachbüchern für Kinder arbeitete. Parallel dazu arbeitete er an eigenen schriftstellerischen Werken. Seine erste Veröffentlichung war das Buch Buried Fire im Jahr 1999. Er gab 2001 seine Arbeit als Lektor auf und widmet sich seitdem komplett dem Schreiben von Büchern.
Heute lebt Stroud zusammen mit seiner Frau Gina, einer Grafikerin, die auch Kinderbücher illustriert und den gemeinsamen Kindern Isabelle, Arthur und Louis in St Albans in Hertfordshire in der Nähe Londons.
Im Januar lief 2023 die Serie Lockwood & Co. an, eine Verfilmung seiner gleichnamigen Buchreihe.

## Ehrungen
Jonathan Stroud wurde am 24. September 2006 der CORINE-Buchpreis in der Sparte „Jugendbuch“ im Rahmen einer TV-Gala in München verliehen. Der Internationale Buchpreis wird seit 2001 alljährlich an Autoren für herausragende schriftstellerische Leistungen und deren Anerkennung beim Publikum vergeben. Ausgezeichnet wurde der abschließende Band der Bartimäus-Trilogie Die Pforte des Magiers.
Dasselbe Buch wurde von der Jury der jungen Leser für den Kinderbuchpreis 2007 in der Kategorie „Kinderbuch“ ausgezeichnet. Aus den Begründungen der Jury: „In dieses Buch wächst man hinein und verschmilzt mit der Geschichte. Vom ersten bis zum dritten Band ist eine Steigerung zu spüren. Wie ein Prisma präsentieren sich die liebevoll ausgereiften Charaktere: allen voran der Dschinn Bartimäus, dessen witzige Anmerkungen zu den besten Leseerlebnissen des Buches gehören. Dann Nathanael, der ehrgeizige Zauberlehrling und natürlich die Gewöhnliche Kitty, die, eindrucksvoll beschrieben, den Widerstand gegen die Zauberer leitet. Durch die Perspektivenwechsel erhält die Geschichte etwas Dreidimensionales. Jonathan Stroud beschreibt dieses Szenario mit wunderbarem Sarkasmus und kommt dabei ohne Schwarz/Weißmalerei aus.“

## Bibliographie

### Bartimäus
Hauptartikel: Bartimäus (Buchreihe)
1. Das Amulett von Samarkand, dt. von Katharina Orgaß und Gerald Jung. cbj, München 2004, ISBN 978-3-570-12775-9 (Original: The Amulet of Samarkand (2003), Randomhouse – ISBN 0-552-55257-7)
2. Das Auge des Golem, dt. von Katharina Orgaß und Gerald Jung. cbj, München 2005, ISBN 978-3-570-12776-6 (Original: The Golem's Eye (2004), Randomhouse – ISBN 0-552-55273-9)
3. Die Pforte des Magiers, dt. von Katharina Orgaß und Gerald Jung. cbj, München 2006, ISBN 978-3-570-12777-3 (Original: Ptolemy's Gate (2005), Transworld Publ. Ltd UK. – ISBN 0-385-60868-3)
4. Der Ring des Salomo, dt. von Katharina Orgaß und Gerald Jung. cbj, München 2010, ISBN 978-3-570-13967-7 (Original: The Ring of Solomon (2010), Randomhouse – ISBN 0-385-61915-4)

### Lockwood & Co.
Hauptartikel: Lockwood & Co.
1. Lockwood & Co. – Die seufzende Wendeltreppe : Band 1. dt. von Katharina Orgaß und Gerald Jung. cbj, München 2013, ISBN 978-3-570-15617-9 (Original: Lockwood & Co. The Screaming Staircase (2013), Doubleday, ISBN 978-0-85753-202-2)
2. Lockwood & Co. – Der wispernde Schädel: Band 2. dt. von Katharina Orgaß und Gerald Jung. cbj, München 2014, ISBN 978-3-570-15710-7 (Original: Lockwood & Co. The Whispering Skull (2014), Doubleday, ISBN 978-0-85753-266-4)
3. Lockwood & Co. – Die raunende Maske. dt. von Katharina Orgaß und Gerald Jung. cbj, München 2015, ISBN 978-3-570-15963-7 (Original: Lockwood & Co. The Hollow Boy (2015), Doubleday, ISBN 978-1-4847-0968-9)
4. Lockwood & Co. – Das flammende Phantom. dt. von Katharina Orgaß und Gerald Jung. cbj, München 2016, ISBN 978-3-570-15964-4 (Original: Lockwood & Co. The Creeping Shadow (2016), Doubleday, ISBN 978-0-552-57315-3)
5. Lockwood & Co. – Das grauenvolle Grab. dt. von Katharina Orgaß und Gerald Jung. cbt, München 2017, ISBN 978-3-570-17462-3 (Original: Lockwood & Co. The Empty Grave (2017), Disney Hyperion, ISBN 978-1-4847-7872-2)

### Scarlett & Browne
Hauptartikel: Scarlett & Browne
1. Scarlett & Browne – Die Outlaws. dt. von Katharina Orgaß und Gerald Jung. cbj, München 2021, ISBN 978-3-570-16596-6 (Original: Scarlett & Browne. The Outlaws (2021), Walker Books, London 2021, ISBN 978-1-4063-9481-8)
2. Scarlett & Browne – Die Berüchtigten. dt. von Katharina Orgaß und Gerald Jung. cbj, München 2022. ISBN 978-3-570-16597-3 (Original: The Notorious Scarlett and Browne (2022), Walker Books, ISBN 978-1-4063-9482-5)
3. Scarlett & Browne – Die Legendären. dt. von Alexander Wagner. cbj, München 2025. ISBN 978-3-570-16772-4 (Original: The Legendary Scarlett and Browne (2025), Walker Books, ISBN 978-1-5295-1437-7)

### Weitere Werke
- Der geheime Schatz von Kapitän Raffzahn. dt. von Katja Rudnik. Lappan, Oldenburg 1997, ISBN 3-89082-165-0 (Original: The Lost Treasure of Captain Blood (1996), Walker Books, ISBN 0-7445-3611-1)
- Die Wikingersage von Harry Borstenbart. dt. von Katja Rudnik. Lappan, Oldenburg 1997, ISBN 3-89082-173-1 (Original: The Viking Saga of Harri Bristlebeard (1997), Walker Books, ISBN 0-7445-3675-8)
- Alfie's Big Adventure (1999)
- Word Puzzles (1999)
- Drachenglut. dt. von Nina Schindler. Boje, Köln 2007, ISBN 978-3-414-82027-3 (Original: Buried Fire (1999), Hyperion Books, ISBN 0-7868-5194-5)
- Little Red Car (1999)
- Ancient Rome (2000)
- Die Spur ins Schattenland. dt. von Bernadette Ott. Omnibus TB, München 2008, ISBN 978-3-570-21847-1 (Original: The Leap (2001), Definitions, ISBN 0-09-940285-8)
- Die Eisfestung. dt. von Bernadette Ott. cbj, München 2007, ISBN 978-3-570-13268-5 (Original: The Last Siege (2003), Doubleday, ISBN 0-385-60550-1)
- Valley – Tal der Wächter. dt. von Katharina Orgaß und Gerald Jung. cbj, München 2009, ISBN 978-3-570-13493-1 (Original: Heroes of the Valley (2009), Hyperion Books, ISBN 978-1-4231-0966-2)

## Hörbücher
- Bartimäus – Das Amulett von Samarkand (2004), gesprochen von Martin Semmelrogge, ISBN 978-3-89830-796-3.
- Bartimäus – Das Auge des Golem (2005), gesprochen von Gerd Köster, ISBN 978-3-86604-005-2.
- Bartimäus – Die Pforte des Magiers (2006), gesprochen von Gerd Köster, ISBN 978-3-86604-315-2.
- Drachenglut (2007), Der Audio Verlag; ISBN 978-3-89813-600-6.
- Die Eisfestung (2007), Audionauten; ISBN 978-3-86604-668-9.
- Die Spur ins Schattenland (2008), gelesen von Gerd Köster, Audionauten; ISBN 978-3-86604-824-9.
- Valley – Tal der Wächter (2009), gelesen von Rufus Beck, Audionauten, 6 CDs 7:46 Std.; ISBN 978-3-86604-970-3.
- Bartimäus – Der Ring des Salomo (2010), gesprochen von Gerd Köster, ISBN 978-3-8371-0391-5.
- Drachenglut (Sonderausgabe) (2010), gelesen von Rufus Beck, Der Audio Verlag; ISBN 978-3-89813-961-8 (Lesung, 4 CDs, 309 min)
- Lockwood & Co. – Die Seufzende Wendeltreppe: Band 1 (2013), gelesen von Judith Hoersch, cbj audio, ISBN 978-3-8371-2234-3 (Lesung, MP3 CD)
- Lockwood & Co. – Der Wispernde Schädel: Band 2 (2014), gelesen von Anna Thalbach, cbj audio, ISBN 978-3-8371-2646-4 (Lesung, MP3 CD)